# Gombert de Reims
Pour l’article homonyme, voir Gombert (homonymie).
Saint Gombert est un moine de Reims du VIIe siècle.

## Vie
Il était issu d'une noble famille et eut une éducation choisie  en même temps que son frère Nivard. Il épousa Berthe d'Avenay . 
Il dut faire valoir son héritage contre Rieul, successeur de Nivard comme évêque de Reims. Gombert prétendait que toutes les grandes donations que son frère Nivard avait faites de son patrimoine, tant du côté paternel que du côté maternel, aux églises de Notre-Dame, de Saint-Remi de Reims, aux monastères d'Hautvillers, de Saint-Basle et autres, qu'il avait fondés ou rétablis, lui appartenaient de droit et légitimement, et devaient lui retourner. Saint Réole, au contraire, répondait que toutes ces donations devaient rester et appartenir à toutes ces églises et monastères, leur ayant été données par des actes authentiques signés de saint Nivard et de plusieurs évêques, et autres personnes de grande considération, et enfin confirmés par l’autorité du roi, pour procurer la gloire de Dieu et le repos de son âme : Pro nobis die noctuque Domini misericordiam debeant deprecari ,.
Pendant que Gombert s’opposait à l'exécution des dernières volontés de son frère saint Nivard, saint Réole proposa de terminer leurs différends par la médiation des amis communs pris pour arbitres. Gombert ne put refuser une proposition si raisonnable. Les arbitres choisis, après avoir sérieusement examiné le droit des parties, firent l'accord suivant, qui fut accepté par saint Réole et Gombert, et rapporté par Flodoard : « tous autres biens que feu de bonne mémoire Dom Nivard avait donnés et par ses lettres confirmez aux églises des saints, elles en jouiraient et, avec l'aide de Dieu, les posséderaient entiérement. » Et ainsi cette fermeté et cette vigilance de saint Réole conservèrent le bien et les droits des églises et des monastères.
Se trouvant possesseur de nombreuses terres, il en consacra une part à la construction d'un monastère dédié à Pierre près la porte Collatrice de Reims et l'enrichit de reliques ; il dota aussi le monastère de revenus tirés de terres qui lui venaient de son héritage. Ce monastère fut dirigé par Asphaïde, fille de Louis le débonnaire avant de revenir à l'Église de Reims. Il se rendit à Altissol, terre proche de l'Écosse, y fonda un monastère qu'il dota des derniers biens qu'il possédait.  
Il y fut martyrisé un 29 avril à la fin VIIe siècle. Son corps fut ramené à Avenay-Val-d'Or pour reposer au côté de celui de son épouse, Berthe.

## Sources
- Les petits bollandistes, Vie des saints du diocèse de Reims, T5.